# Bombus hypocrita
Bombus hypocrita är en biart som beskrevs av Pérez 1905. Bombus hypocrita ingår i släktet humlor och familjen långtungebin.

## Taxonomi
Arten har underarterna Bombus h. hypocrita och Bombus h. sapporoensis.

## Beskrivning
Honorna är övervägande svarta med gula till blekgula band på mellankroppen och bakkroppen. Hanarna har en liknande färgteckning, men med mer gult. Hos underarten B. hypocrita sapporoensis är banden bredare. Bakkroppsspetsen är orangeröd. Arten är en medelstor humla; underarten B. hypocrita hypocrita blir mellan 12 och 17 mm lång, medan underarten B. hypocrita sapporoensis blir mellan 10 till 15 mm lång för arbetarna, 17 till 23 mm för drottningarna.

## Utbredning
Underarten Bombus h. hypocrita finns i Japan på Honshu, Shikoku och Kyushu, samt i östra Asien (från sydöstra Sibirien och Kurilerna till Koreahalvön), medan underarten Bombus h. sapporoensis förekommer på Hokkaido.                                   

## Ekologi
Habitatet utgörs av skog, buskage, jordbruksområden och trädgårdar. I västra Japan är humlan främst en bergsart.
Arten är polylektisk, den besöker blommande växter från många olika familjer. Bona byggs under markytan, eller ovan jord i gamla gnagarbon eller i skyddade håligheter. Aktivitetsperioden varar från mitten av april till oktober.
Efter införandet av mörk jordhumla (Bombus terrestris) i Japan, har B. hypocrita, som betraktas som en möjlig, betydelsefull pollinatör, gått tillbaka kraftigt i landet på grund av hybridisering mellan de två arterna.